# Ruisseau de Maribenne
Le ruisseau de Maribenne est une rivière du sud de la France. C'est un affluent direct du Tarn en rive gauche, donc un sous-affluent de la Garonne.

## Géographie
De 11,1 km de longueur, le ruisseau de Maribenne prend sa source commune de La Ville-Dieu-du-Temple se jette dans le Tarn en rive gauche commune de Labastide-du-Temple.

### Communes et cantons traversés
- Tarn-et-Garonne : Labastide-du-Temple, Meauzac, Barry-d'Islemade, La Ville-Dieu-du-Temple.

## Principaux affluents
- Ruisseau des Sapins : 6,8 km
- Ruisseau de Langlat : 3,4 km